# Dusty in Memphis
A Dusty in Memphis Dusty Springfield ötödik nagylemeze 1969-ből. Szerepel az 1001 lemez, amit hallanod kell, mielőtt meghalsz című könyvben.

## Az album dalai
| 1. | Just a Little Lovin'            | Barry Mann, Cynthia Weil    | 2:18 |
| 2. | So Much Love                    | Gerry Goffin, Carole King   | 3:31 |
| 3. | Son of a Preacher Man           | John Hurley, Ronnie Wilkins | 2:29 |
| 4. | I Don't Want to Hear It Anymore | Randy Newman                | 3:11 |
| 5. | Don't Forget About Me           | Goffin, King                | 2:52 |
| 6. | Breakfast in Bed                | Eddie Hinton, Donnie Fritts | 2:57 |

| 1. | Just One Smile              | Randy Newman                                  |      |
| 2. | The Windmills of Your Mind  | Alan Bergman, Marilyn Bergman, Michel Legrand | 3:51 |
| 3. | In the Land of Make Believe | Burt Bacharach, Hal David                     | 2:32 |
| 4. | No Easy Way Down            | Goffin, King                                  | 3:11 |
| 5. | I Can't Make It Alone       | Goffin, King                                  | 3:57 |

## Közreműködők
- Dusty Springfield – ének
- Arif Mardin – producer, hangszerelés, húros hangszerelés, kürt hangszerelés
- Tom Dowd – producer, hangszerelés, kürt hangszerelés, hangmérnök
- Jerry Wexler – producer
- Jeff Barry – producer
- Jim Pierson – producer, jegyzetek
- Gene Orloff – karmester, hangszerelés
- Thom Bell – hangszerelés
- The Sweet Inspirations – háttérvokál
- Reggie Young – gitár, szitár
- Tommy Cogbill – gitár, basszusgitár
- Bobby Emmons – orgona, zongora, elektromos zongora, konga
- Bobby Wood – zongora
- Gene Chrisman – dob
- Mike Leach – konga